# Achatius Wolff
Achatius Wolff (* 1646 in Tübingen; † 1690 ebenda) war ein württembergischer Handelsmann und Tübinger Ratsverwandter, der während des Pfälzischen Erbfolgekriegs im Dezember 1688 für 16 Wochen von den Franzosen als Geisel genommen wurde.

## Leben
Achatius Wolff war ein Sohn des Tübinger Handelsmanns und späteren Bürgermeisters von Tübingen Johann Christian Wolff, sowie ein Bruder von Johann Wilhelm Wolff, der ebenfalls Bürgermeister von Tübingen wurde. 1670 heiratete er Anna Elisabeth Löffler, eine Tochter des Tübinger Handelsmanns Philipp Jacob Löffler. Von 1687 bis zu seinem frühen Tod im Jahre 1690 war er Ratsverwandter.

## Geiselhaft in Straßburg, 1688
Nach einer kurzen Belagerung von Tübingen kündigte der französische General Peysonel, der von General Joseph de Montclar (1625–1690) zur Besetzung von Tübingen abgesandt war, am 16. Dezember 1688 seinen Abzug an. Seine raubgewohnten Soldaten waren allerdings mit dem Ertrag ihres Tübinger Aufenthaltes nicht zufrieden, erbaten sich zu guter Letzt noch une petite liberté, d. h. eine Plünderung. Aber Peysonel hielt sein Wort und durchritt mit dem Tübinger Verhandlungsführer Johann Osiander die Gassen bei Nacht, um die Ordnung aufrechtzuerhalten. Da die Stadt aber noch 8000 Gulden schuldig war, nahm er den Gerichtsherrn Mendel und den Rathsherrn Achatius Wolff für 16 Wochen in Geiselhaft in Straßburg.
Im Sommer 1689 kamen die beiden Geiseln, Mendel und Wolff zurück, und erhielten nach gerichtlichem Beschluss wegen der Lebensgefahr je 50 fl Belohnung von der Stadt, während Osiander für seine erfolgreichen Bemühungen, die Stadt zu erhalten, am 13. Juli 1689 12 Spezies Reichstaler zugestellt bekam.